# Gary Lewis
Gary Lewis, właśc. Gary Stevenson (ur. 30 listopada 1958 w Glasgow) – brytyjski i szkocki aktor filmowy i teatralny.
Aktorstwem zawodowym zajął się w wieku ponad trzydziestu lat. Wcześniej był zatrudniony m.in. jako pracownik służb oczyszczania miasta, pracownik poczty i biblioteki. W latach 90. dołączył do zespołu Raindog Theatre założonego w Glasgow przez Roberta Carlyle’a. Pierwszą rolę filmową otrzymał w krótkometrażowej produkcji Close wyreżyserowanej przez Petera Mullana. Zaczął grać epizody, a następnie również ważniejsze role w kolejnych filmach. Popularność przyniósł mu występ w filmie Billy Elliot, w którym wcielił się w postać ojca głównego bohatera. Wystąpił także m.in. w Gangach Nowego Jorku, Egzorcyzmach Dorothy Mills i Eragonie, pojawił się także w licznych brytyjskich serialach telewizyjnych.
Dwukrotnie uzyskiwał nominację do Nagrody Brytyjskiej Akademii Filmowej dla najlepszego aktora drugoplanowego – w 2001 za rolę w filmie kinowym Billy Elliot i w 2010 za rolę w filmie telewizyjnym Mo poświęconym brytyjskiej polityk Mo Mowlam.

## Filmografia
- 1994: Płytki grób
- 1996: Pieśń Carli
- 1997: Orphans
- 1998: Jestem Joe
- 1998: What Where
- 1998: Postmortem
- 2000: Billy Elliot
- 2001: The Escapist
- 2002: Gangi Nowego Jorku
- 2004: Proch, zdrada i spisek
- 2004: Yes
- 2004: My Brother Is a Dog
- 2004: Næsland
- 2005: Superwulkan – scenariusz katastrofy
- 2005: Boże Narodzenie
- 2006: Eragon
- 2006: Gol!
- 2008: Egzorcyzmy Dorothy Mills
- 2009: Gol 3
- 2009: Valhalla: Mroczny wojownik
- 2011: Trupia farma
- 2011: Wygnańcy
- 2011: Przygody Merlina
- 2018: Bez śladu